# Wyższa Szkoła Oficerska im. Tadeusza Kościuszki
Wyższa Szkoła Oficerska im. gen. Tadeusza Kościuszki (WSO im. T. Kościuszki) – dawna uczelnia Sił Zbrojnych RP.

## Formowanie i zmiany organizacyjne
Szkoła powstała w 1994 w wyniku połączenia dwóch uczelni wojskowych, tj. Wyższej Szkoły Oficerskiej Wojsk Zmechanizowanych im. Tadeusza Kościuszki i Wyższej Szkoły Oficerskiej Inżynierii Wojskowej im. gen. Jakuba Jasińskiego we Wrocławiu. W miejsce dotychczasowych szkół powołano dwa wydziały, które realizowały proces kształcenia podchorążych na poszczególnych kierunkach studiów. 
Szkoła funkcjonowała przez 8 lat, tj. do września 2002. Następnie w wyniku połączenia z Wyższą Szkołą Oficerską im. Stefana Czarnieckiego w Poznaniu i Wyższą Szkołą Oficerską im. Józefa Bema w Toruniu została przekształcona w Wyższą Szkołę Oficerską Wojsk Lądowych.

## Rodowód szkoły
- Dywizyjna Szkoła Podchorążych przy 1 Dywizji Piechoty
- Szkoła Oficerska 1 Korpusu Polskiego w ZSRR
- Centralna Szkoła Podchorążych Polskich Sił Zbrojnych w ZSRR
- Oficerska Szkoła Piechoty
- Oficerska Szkoła Piechoty i Kawalerii nr 1
- Oficerska Szkoła Piechoty nr 1
- Oficerska Szkoła Wojsk Zmechanizowanych im. Tadeusza Kościuszki
- Wyższa Szkoła Oficerska Wojsk Zmechanizowanych im. Tadeusza Kościuszki
- Wyższa Szkoła Oficerska Wojsk Inżynieryjnych
- Wyższa Szkoła Oficerska Inżynierii Wojskowej

## Kierunki kształcenia
WSO im. T. Kościuszki przygotowywała kadry oficerskie na poziomie studiów licencjackich i inżynierskich: 
- na Wydziale Wojsk Zmechanizowanych na kierunku zarządzanie i marketing w specjalnościach: dowodzenie pododdziałami wojsk zmechanizowanych i dowodzenie pododdziałami wojsk rozpoznawczych
- na Wydziale Inżynierii Wojskowej na kierunku budownictwo w specjalności budowa dróg i mostów oraz na kierunku chemia w specjalności analiza instrumentalna.

## Struktura organizacyjna (2000)

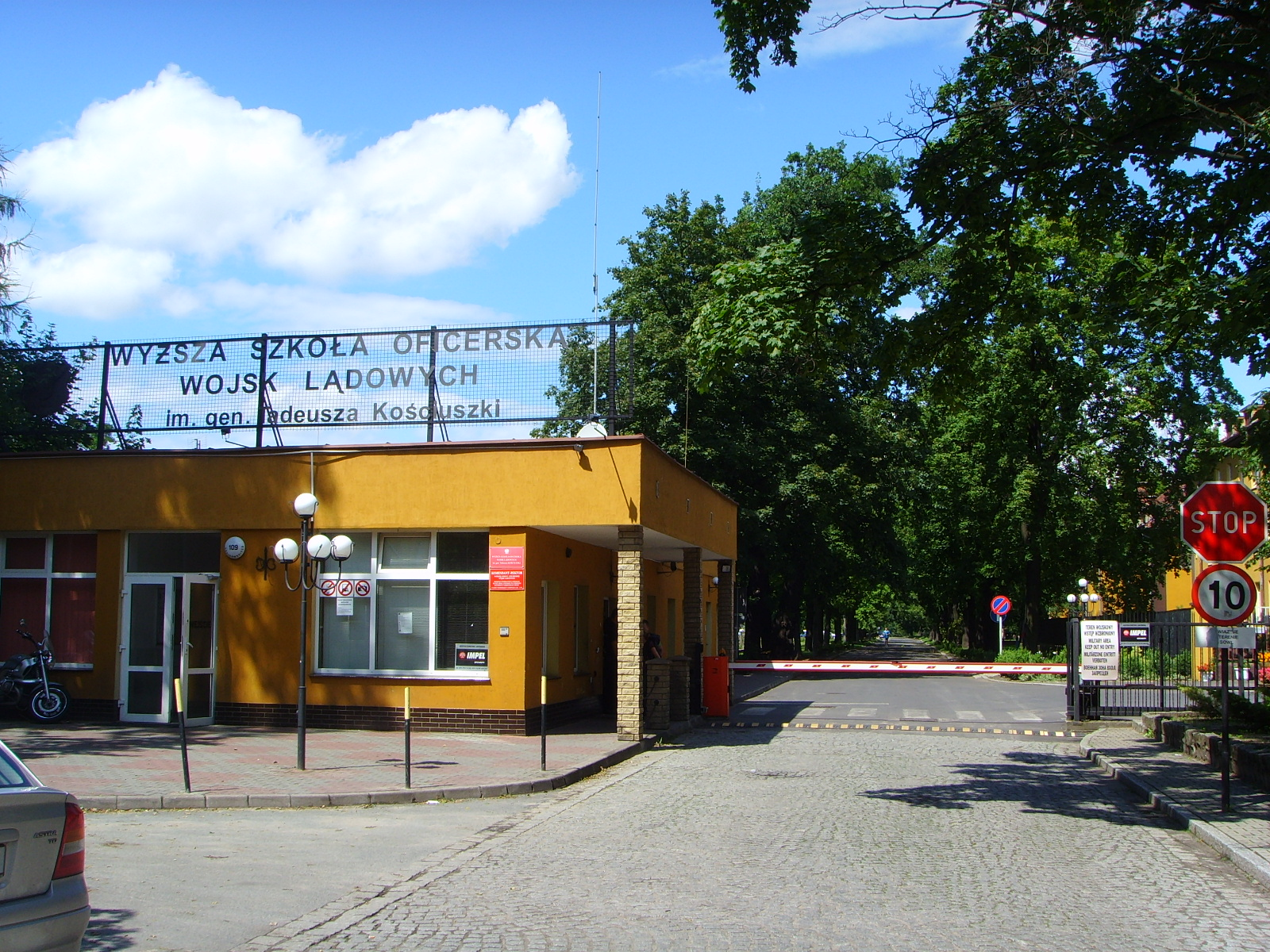
Brama główna wrocławskiej Uczelni

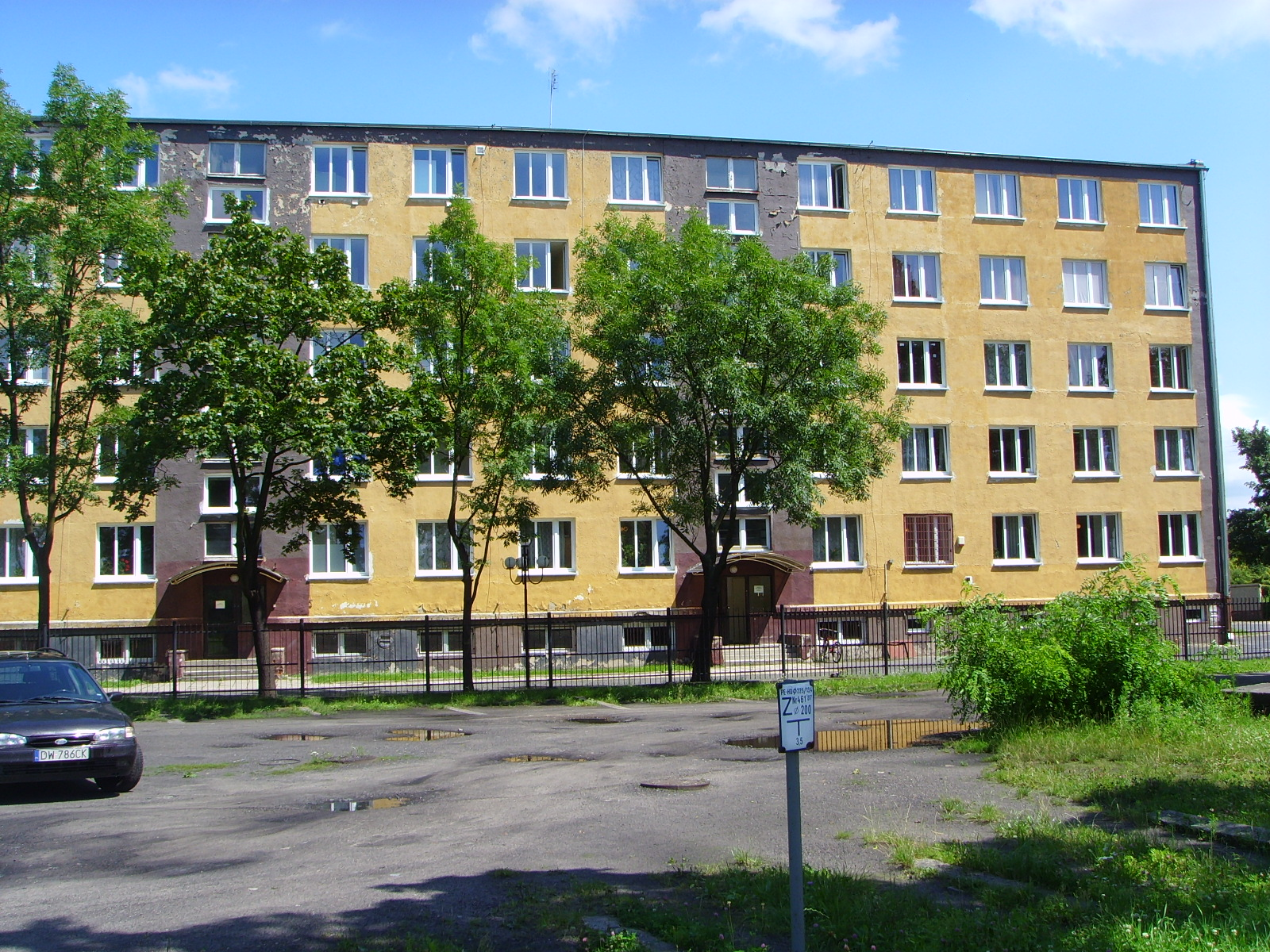
Akademik podchorążych 4 roku

- Komenda
- Oddział Kształcenia
- Wydział Naukowo-Badawczy
- Wydział Personalny
- Wydział Wychowawczy
- Wydział Wojsk Zmechanizowanych
  - Katedra Taktyki
  - Katedra Inżynierii Systemów
  - Katedra Nauk Społecznych
  - Zakład Techniki Bojowej
- Wydział Inżynierii Wojskowej
- Zakład Dydaktyki Wojskowej
- Zakład Wychowania Fizycznego
- Studium Języków Obcych
- Biblioteka Główna
- Pododdziały szkolne
- Pododdziały zabezpieczenia

## Komendanci (rektorzy)
Przez cały okres (1994-2002) istnienia uczelni komendantem-rektorem był gen. bryg. Ryszard Lackner.

## Kadra naukowo-dydaktyczna
Wojskowi samodzielni pracownicy naukowo-dydaktyczni: Zbigniew Gazda (odszedł do szkolnictwa cywilnego), Franciszek Kusiak (odszedł do szkolnictwa cywilnego), Ryszard Majewski, Andrzej Rejowski (odszedł do szkolnictwa cywilnego), Janusz Szelka, Zenon Zamiar (odszedł do szkolnictwa cywilnego). 

## Absolwenci
- Radosław Cyniak
- Marcin Frączek
- Mariusz Pawluk
- Bogdan Rycerski
- Mariusz Skulimowski
- Zbigniew Smok (Generał Brygady)
- Norbert Iwanowski
- Roman Łytkowski
- Maciej Klisz